# DFKダイナヴァ・アリートゥス
DFKダイナヴァ・アリートゥス（DFK Dainava Alytus）は、リトアニアのアリートゥス郡アリートゥスをホームタウンとするサッカークラブである。1935年創設。

## 歴史
1935年にアリートゥスでリトアニア・ライフルメン連合の男性たちによって、アリートゥス・ライフルメン・スポーツクラブ「FKダイナヴァ」が創設された。
1975年にリトアニア選手権で優勝した。
2003年にFKダイナヴァは解散したが、2010年のIリーガで2位のアリーティス・アリートゥスと3位のヴィズギリス・アリートゥスが合併し、2011年にAリーガに復帰した。
2015年にFKダイナヴァは破産し、活動を停止した。
2016年にFKダイナヴァのウルトラス「Dzūkų tankai」の主導で、FKダイナヴァの伝統を受け継ぐチーム「DFKダイナヴァ」(Dzūkijos futbolo klubas Dainava) が創設された。
2018年にIリーガで2位の成績を残した。
2021年2月18日に開催されたリトアニアサッカー連盟 (LFF) 実行委員会でAリーガに参加する9チームが承認され、最後の10チーム目としてDFKダイナヴァとヨナヴァの名前が挙がった。2月23日に開催されたLFF緊急委員会のメンバーによる投票で、DFKダイナヴァのAリーガ参加が承認された。ダイナヴァがAリーガに参加するのは2014年以来となった。

## 歴代監督
- トマス・ラジャナウスカス 2021-

## 歴代所属選手
- クロード・マカ・クム 2013
- トマス・シュヴェドカウスカス 2021-
- 前田峻[8] 2021-